# 古今亭志ん馬 (7代目)
七代目 古今亭 志ん馬（ここんてい しんば、1958年〈昭和33年〉3月3日 - 2013年〈平成25年〉10月7日）は、東京都板橋区出身の落語家。本名∶吉野 惠一。落語協会所属。出囃子は『芸者ワルツ』。

## 経歴
日本大学を中退して1981年4月に六代目古今亭志ん馬に入門、前座名は「古今亭志ん吉」。
1985年9月に二ツ目昇進、「志ん次」と改名。
1994年8月に師匠六代目古今亭志ん馬が死去したため三代目古今亭志ん朝門下に移る。
1996年にNHK新人演芸大賞落語部門大賞受賞。演題は「宮戸川」。
1997年9月に七代目柳亭燕路と共に真打昇進し、七代目古今亭志ん馬を襲名。
2013年10月7日、胃がんのため東京都台東区の病院で死去。55歳没。
没後10年経った2023年10月6日、寺脇研の企画でスタジオフォー（東京・巣鴨）で「七代目古今亭志ん馬没後十年追悼落語会」が開かれた。出演は五明楼玉の輔・笑組・三遊亭歌橘・古今亭ぎん志。志ん馬夫人もトークに参加した。

## 芸歴
- 1981年4月 - 六代目古今亭志ん馬に入門。
- 1982年 - 前座となる、前座名「志ん吉」。
- 1986年9月 - 二ツ目昇進、「志ん次」と改名。
- 1994年9月 - 師匠志ん馬死去、古今亭志ん朝門下に移籍。
- 1997年9月 - 真打昇進、七代目古今亭志ん馬を襲名。
- 2013年 - 死去。

## 人物
- 読売ジャイアンツの大ファンであった。